# Liste der Bodendenkmäler in Bodenkirchen
Auf dieser Seite sind die Bodendenkmäler in der niederbayerischen Gemeinde Bodenkirchen zusammengestellt. Diese Tabelle ist eine Teilliste der Liste der Bodendenkmäler in Bayern. Grundlage ist die Bayerische Denkmalliste, die auf Basis des Bayerischen Denkmalschutzgesetzes vom 1. Oktober 1973 erstmals erstellt wurde und seither durch das Bayerische Landesamt für Denkmalpflege geführt wird. Die folgenden Angaben ersetzen nicht die rechtsverbindliche Auskunft der Denkmalschutzbehörde.

## Bodendenkmäler der Gemeinde Bodenkirchen

### Bodendenkmäler in der Gemarkung Aich
| Lage            | Objekt | Akten-Nr.     | Bild |
| --------------- | --- | ------------- | ---- |
| Aich (Standort) | Burgstall des Mittelalters und untertägige mittelalterliche und frühneuzeitliche Befunde im Bereich des abgegangenen Hofmarkschlosses in Niederaich.                                                                                       | D-2-7540-0004 |      |
| Aich (Standort) | Siedlung metallzeitlicher Zeitstellung, unter anderem der Bronzezeit. | D-2-7540-0006 |      |
| Aich (Standort) | Siedlung vorgeschichtlicher und neolithischer Zeitstellung, unter anderem der Linearbandkeramik. | D-2-7540-0007 |      |
| Aich (Standort) | Untertägige mittelalterliche und frühneuzeitliche Befunde im Bereich des ehemaligen Schlosses Neuenaich in Aich, darunter Spuren von Nebengebäuden, Vorgängerbauten bzw. älterer Bauphasen.                                                | D-2-7540-0172 |      |
| Aich (Standort) | Untertägige mittelalterliche und frühneuzeitliche Befunde im Bereich der katholischen Pfarrkirche St. Ulrich und ihrer Vorgängerbauten in Aich.                                                                                            | D-2-7540-0173 |      |
| Aich (Standort) | Verebneter mittelalterlicher Burgstall und untertägige mittelalterliche und frühneuzeitliche Befunde im Bereich des abgegangenen Hofmarksschlosses von Hilling, darunter Spuren von Nebengebäuden, Vorgängerbauten bzw. älterer Bauphasen. | D-2-7540-0189 |      |

### Bodendenkmäler in der Gemarkung Binabiburg
| Lage                  | Objekt | Akten-Nr.     | Bild |
| --------------------- | --- | ------------- | ---- |
| Binabiburg (Standort) | Weitgehend verebneter Burgstall des Mittelalters und untertägige mittelalterliche und frühneuzeitliche Befunde im Bereich des abgegangenen Hofmarksschlosses in Binabiburg, darunter Spuren von Nebengebäuden, Vorgängerbauten bzw. älterer Bauphasen. | D-2-7540-0008 |      |
| Binabiburg (Standort) | Grabhügel vorgeschichtlicher Zeitstellung. | D-2-7540-0009 |      |
| Binabiburg (Standort) | Grabhügel vorgeschichtlicher Zeitstellung. | D-2-7540-0010 |      |
| Binabiburg (Standort) | Grabhügel vorgeschichtlicher Zeitstellung. | D-2-7540-0011 |      |
| Binabiburg (Standort) | Siedlung vor- und frühgeschichtlicher Zeitstellung. | D-2-7540-0013 |      |
| Binabiburg (Standort) | Verebnetes Grabenwerk und Siedlung vorgeschichtlicher, unter anderem metallzeitlicher Zeitstellung. | D-2-7540-0014 |      |
| Binabiburg (Standort) | Verebneter Kreisgraben vorgeschichtlicher Zeitstellung. | D-2-7540-0022 |      |
| Binabiburg (Standort) | Siedlung des Neolithikums. | D-2-7540-0023 |      |
| Binabiburg (Standort) | Verebnetes Grabenwerk vor- und frühgeschichtlicher Zeitstellung. | D-2-7540-0026 |      |
| Binabiburg (Standort) | Siedlung der Latènezeit. | D-2-7540-0114 |      |
| Binabiburg (Standort) | Untertägige mittelalterliche und frühneuzeitliche Befunde im Bereich der katholischen Wallfahrtskirche St. Salvator auf dem Berg und ihrer Vorgängerbauten in Binabiburg.                                                                              | D-2-7540-0122 |      |
| Binabiburg (Standort) | Untertägige mittelalterliche und frühneuzeitliche Befunde im Bereich der katholischen Pfarrkirche St. Johannes Baptist mit Friedhof und Allerseelenkapelle und ihrer Vorgängerbauten in Binabiburg.                                                    | D-2-7540-0175 |      |
| Binabiburg (Standort) | Untertägige mittelalterliche und frühneuzeitliche Befunde im Bereich des verebneten Burgstalls in Binabiburg. | D-2-7540-0176 |      |
| Binabiburg (Standort) | Untertägige mittelalterliche und frühneuzeitliche Befunde im Bereich der katholischen Pfarrkirche St. Ulrich und ihrer Vorgängerbauten in Treidlkofen.                                                                                                 | D-2-7540-0183 |      |
| Binabiburg (Standort) | Verebneter mittelalterlicher Burgstall und untertägige mittelalterliche und frühneuzeitliche Befunde im Bereich des abgegangenen Hofmarksschlosses von Psallersöd, darunter Spuren von Nebengebäuden, Vorgängerbauten bzw. älterer Bauphasen.          | D-2-7540-0195 |      |
| Binabiburg (Standort) | Siedlung vorgeschichtlicher Zeitstellung. | D-2-7540-0239 |      |
| Binabiburg (Standort) | Siedlung allgemein vorgeschichtlicher und neolithischer Zeitstellung sowie der Latènezeit. | D-2-7540-0252 |      |

### Bodendenkmäler in der Gemarkung Bodenkirchen
| Lage                    | Objekt | Akten-Nr.     | Bild |
| ----------------------- | --- | ------------- | ---- |
| Bodenkirchen (Standort) | Verebneter Kreisgraben eines Grabhügels vor- und frühgeschichtlicher Zeitstellung oder verebneter Turmhügel des Mittelalters.                                  | D-2-7640-0001 |      |
| Bodenkirchen (Standort) | Untertägige mittelalterliche und frühneuzeitliche Befunde im Bereich der katholischen Kirche St. Mariae Himmelfahrt und ihrer Vorgängerbauten in Bodenkirchen. | D-2-7640-0006 |      |
| Bodenkirchen (Standort) | Untertägige mittelalterliche und frühneuzeitliche Befunde im Bereich der katholischen Kirche St. Margaretha und ihrer Vorgängerbauten in Margarethen.          | D-2-7640-0011 |      |

### Bodendenkmäler in der Gemarkung Bonbruck
| Lage                | Objekt | Akten-Nr.     | Bild |
| ------------------- | --- | ------------- | ---- |
| Bonbruck (Standort) | Verebneter Burgstall des Mittelalters sowie untertägige mittelalterliche und frühneuzeitliche Befunde im Bereich des abgegangenen Schlosses Langquart in Bonbruck, darunter Spuren von Nebengebäuden, Vorgängerbauten bzw. älterer Bauphasen. | D-2-7540-0015 |      |
| Bonbruck (Standort) | Untertägige mittelalterliche und frühneuzeitliche Befunde im Bereich des ehemaligen Schlosses in Bonbruck, darunter Spuren von Nebengebäuden, Vorgängerbauten bzw. älterer Bauphasen.                                                         | D-2-7540-0016 |      |
| Bonbruck (Standort) | Untertägige mittelalterliche und frühneuzeitliche Befunde im Bereich der katholischen Pfarrkirche St. Mariae Himmelfahrt und ihrer Vorgängerbauten in Bonbruck.                                                                               | D-2-7540-0125 |      |
| Bonbruck (Standort) | Untertägige mittelalterliche und frühneuzeitliche Befunde im Bereich der katholischen Kirche St. Ägidius und ihrer Vorgängerbauten in Michlbach.                                                                                              | D-2-7640-0013 |      |

### Bodendenkmäler in der Gemarkung Haunzenbergersöll
| Lage                         | Objekt | Akten-Nr.     | Bild |
| ---------------------------- | --- | ------------- | ---- |
| Haunzenbergersöll (Standort) | Untertägige mittelalterliche und frühneuzeitliche Befunde im Bereich der katholischen Pfarrkirche St. Johannes Bapt. und ihrer Vorgängerbauten in Haunzenbergersöll.                                                                                | D-2-7640-0008 |      |
| Haunzenbergersöll (Standort) | Verebneter mittelalterlicher Burgstall und untertägige mittelalterliche und frühneuzeitliche Befunde im Bereich des abgegangenen Hofmarksschlosses in Haunzenbergersöll, darunter Spuren von Nebengebäuden, Vorgängerbauten bzw. älterer Bauphasen. | D-2-7640-0009 |      |

### Bodendenkmäler in der Gemarkung Rothenwörth
| Lage                   | Objekt | Akten-Nr.     | Bild |
| ---------------------- | --- | ------------- | ---- |
| Rothenwörth (Standort) | Siedlung des Neolithikums. | D-2-7540-0018 |      |
| Rothenwörth (Standort) | Siedlung vorgeschichtlicher Zeitstellung, unter anderem der Altheimer Gruppe und der Latènezeit. | D-2-7540-0019 |      |
| Rothenwörth (Standort) | Siedlung vorgeschichtlicher Zeitstellung, unter anderem des Neolithikums. | D-2-7540-0020 |      |
| Rothenwörth (Standort) | Verebnetes Grabenwerk vor- und frühgeschichtlicher Zeitstellung. | D-2-7540-0021 |      |
| Rothenwörth (Standort) | Untertägige mittelalterliche und frühneuzeitliche Befunde im Bereich der katholischen Kirche St. Simon und Judas und ihrer Vorgängerbauten in Rothenwörth.                                                                                     | D-2-7540-0180 |      |
| Rothenwörth (Standort) | Verebneter mittelalterlicher Burgstall und untertägige mittelalterliche und frühneuzeitliche Befunde im Bereich des abgegangenen Hofmarksschlosses von Rothenwörth, darunter Spuren von Nebengebäuden, Vorgängerbauten bzw. älterer Bauphasen. | D-2-7540-0181 |      |
| Rothenwörth (Standort) | Siedlung allgemein vorgeschichtlicher und neolithischer Zeitstellung. | D-2-7540-0246 |      |
| Rothenwörth (Standort) | Siedlung allgemein vorgeschichtlicher und neolithischer Zeitstellung. | D-2-7540-0250 |      |